# Distichochlamys citrea
Distichochlamys citrea är en enhjärtbladig växtart som beskrevs av M.F.Newman. Distichochlamys citrea ingår i släktet Distichochlamys och familjen Zingiberaceae.
Artens utbredningsområde är Vietnam. Inga underarter finns listade i Catalogue of Life.